# Edgar Barth
Edgar Barth va ser un pilot de curses automobilístiques alemany que va arribar a disputar curses de Fórmula 1. Barth va néixer el 26 de gener del 1917 a Herold, un poble de la ciutat de Thum (Districte d'Erzgebirge, Alemanya) i va morir el 20 de maig del 1965 a Ludwigsburg (Alemanya).
Va debutar a la setena cursa de la quarta temporada de la història del campionat del món de la Fórmula 1, la corresponent a l'any 1953, disputant el 2 d'agost el GP d'Alemanya al Circuit de Nürburgring. Edgar Barth va participar en cinc curses puntuables pel campionat de la F1, disputades a cinc temporades no consecutives entre 1953 i 1964.

## Resultats a la Fórmula 1
| Any  | Equip                  | Xassís  | Motor   | 1   | 2   | 3   | 4   | 5   | 6       | 7       | 8     | 9   | 10    | 11  | Posició | Punts |
| ---- | ---------------------- | ------- | ------- | --- | --- | --- | --- | --- | ------- | ------- | ----- | --- | ----- | --- | ------- | ----- |
| 1953 | Rennkollektiv EMW      | EMW     | EMW     | ARG | 500 | HOL | BEL | FRA | GBR     | ALE Ret | SUI   | ITA |       |     | -       | 0     |
| 1957 | Dr Ing F Porsche KG    | Porsche | Porsche | ARG | MON | 500 | FRA | GBR | ALE 12  | PES     | ITA   |     |       |     | -       | 0     |
| 1958 | Dr Ing F Porsche KG    | Porsche | Porsche | ARG | MON | HOL | 500 | BEL | FRA     | GBR     | ALE 6 | POR | ITA   | MAR | -       | 0     |
| 1960 | Dr Ing F Porsche KG    | Porsche | Porsche | ARG | MON | 500 | USA | HOL | BEL     | FRA     | GBR   | POR | ITA 7 |     | -       | 0     |
| 1964 | Rob Walker Racing Team | Cooper  | Climax  | MON | HOL | BEL | FRA | GBR | ALE Ret | AUT     | ITA   | USA | MEX   |     | -       | 0     |

### Resum
| Curses: | Victòries: | Pòdiums: | Poles: | Voltes ràpides: | Punts: |
| ------- | ---------- | -------- | ------ | --------------- | ------ |
| 5       | 0          | 0        | 0      | 0               | 0      |